# Thomas Cook

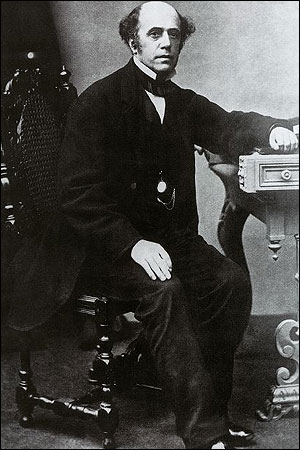
Thomas Cook

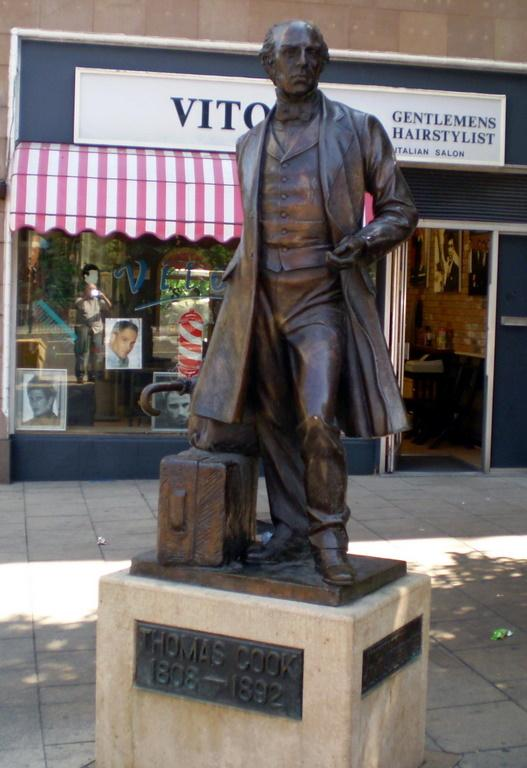
Thomas-Cook-Denkmal beim Bahnhof Leicester von James Walter Butler

Thomas Cook (* 22. November 1808 in Melbourne, Derbyshire, England; † 18. Juli 1892 in Leicester, Leicestershire) war ein baptistischer Geistlicher und britischer Tourismus-Pionier sowie Gründer des gleichnamigen Reiseunternehmens, der späteren Thomas Cook Group. Auf ihn geht das System der Pauschalreisen zurück.

## Leben
Thomas Cook entstammte einer baptistischen Familie. Seine Eltern John und Elizabeth Cook lebten in einfachen Verhältnissen und wohnten in Melbourne, einer Ortschaft in Derbyshire. Sein Vater starb im Februar 1812, als Thomas drei Jahre alt war. Seine Mutter heiratete James Smithard im September desselben Jahres. Die Schulausbildung brach Thomas Cook mit zehn Jahren ab, um zum Familienunterhalt beizutragen; nur noch die methodistische Sonntagsschule konnte er weiter besuchen. Er half zunächst beim Gemüsehändler John Robey und erlernte dann als 14-Jähriger beim alkoholabhängigen Onkel John Pegg das Tischlerhandwerk.
Als junger Erwachsener gab er christliche Traktate heraus. Ab 1828 wirkte er nebenberuflich als baptistischer Missionar und Sonntagsschullehrer. Gleichzeitig war er ein entschiedener Abstinenzler und initiierte Großveranstaltungen und Demonstrationsmärsche gegen den verbreiteten Alkoholmissbrauch. 
Am 5. Juli 1841 organisierte Cook die Eisenbahnreise von 570 Aktivisten der Abstinenzbewegung von Leicester ins 10 Meilen nördlich gelegene Loughborough zum Sonderpreis von einem Schilling (inflationsbereinigt £6,13) pro Person. Die Sonderfahrt, eine Bahnfahrt 3. Klasse ohne Sitzgelegenheit in offenen Waggons der Midland Railway wurde nicht zum Geldverdienen organisiert, sondern sollte das Gemeinschaftsgefühl der Bewegung stärken. Im Reisepreis enthalten waren neben der Hin- und Rückfahrt ein Schinkenbrot und eine Tasse Tee. Diese Reise, die als Vorläuferin der später von Cook organisierten Pauschalreisen angesehen werden kann, markierte den Beginn des Massentourismus.
Es folgten Exkursionen nach Liverpool (1845), Schottland (1846) und zur Weltausstellung in London (1851). Die erste Reise auf das europäische Festland fand 1855 statt. Am 17. Mai 1861 organisierte Cook für Arbeiter eine Reise per Bahn und Schiff nach Paris. Erstmals waren darin die Ausgaben für Unterkunft und Verpflegung im Preis inbegriffen. Damit nahmen Pauschalreisen ihren Anfang. 1866 reiste man durch Thomas Cook zum ersten Mal nach Amerika.

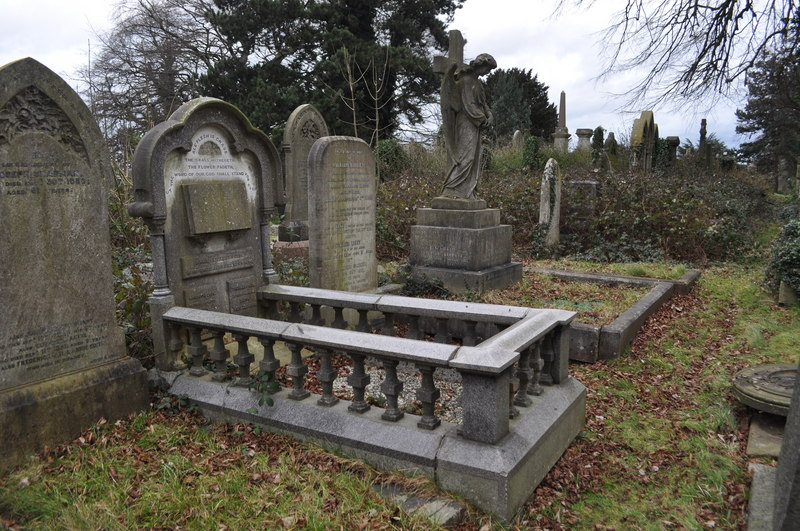
Grab von Thomas Cook in Leicester

Cook führte 1869 die erste Pauschalreise durch. Er leitete selbst eine Reise mit britischen und amerikanischen Teilnehmern nach Ägypten.
1872 organisierte er eine 222-tägige Weltreise, bei der 40.000 km zurückgelegt wurden. Cook organisierte in Luxor auch die ersten Nilkreuzfahrten, die als einer der Meilensteine in der Geschichte des Massentourismus gelten, da sie sich erstmals auch vergleichsweise weniger Begüterte leisten konnten. Daneben richtete Cooks Unternehmen auch Staatsbesuche für ausländische Regenten aus. Er gründete 1845 das erste Reisebüro, führte Reiseschecks und Hotelcoupons ein. Das von ihm gegründete Reiseunternehmen Thomas Cook and Son wurde 1879 trotz konfliktreicher Beziehung von seinem geschäftstüchtigen Sohn John Mason übernommen und blieb nach dessen Tod 1899 bis 1928 in Familienbesitz.
Thomas Cooks Frau starb am 8. März 1884; er selbst am 19. Juli 1892 in seinem Haus in Leicester.

## Familie
Thomas Cook lernte in Barrowden in der Grafschaft Rutland, wo er seit 1829 wohnte, Marianne Mason kennen. Am 2. März 1833 heirateten die beiden. Ihrer Ehe entstammten John Mason (* 13. Januar 1834), Henry (* 1835) und Annie Maria (* 1845).